# 莫乔
莫乔，是匈牙利科马罗姆-埃斯泰尔戈姆州所辖的一个村。总面积67.22平方公里，总人口2216，人口密度33.0人/平方公里（2011年1月1日）。